# Linda Hooks
Linda Hooks (Liverpool, Inglaterra, 1952) é uma modelo e uma rainha de beleza da Grã-Bretanha que venceu o Miss Internacional 1972.

## Participação em concursos de beleza
Representando a Grã-Bretanha, no concurso realizado em Tóquio no dia 6 de outubro de 1972, Linda venceu outras 46 concorrentes e levou a coroa de Miss Internacional 1972.
Em 1974 ela participou do Miss Reino Unido, no qual não se classificou.

## Vida pós-concursos
Após coroar sua sucessora, ela continuou modelando e participou dos filmes The Sweeney, Carry On Dick, Carry On Behind e Carry On England.
Também trabalhou na TV como assistente do apresentador da versão britânica do programa Sale of the Century, Christopher Nicholas Parsons.